# Del Tenney
Delbert "Del" Tenney est un réalisateur, producteur et acteur américain né le 27 juillet 1930 et mort le 21 février 2013 (à 82 ans).

## Filmographie
Comme réalisateur
- 1964 : I Eat Your Skin (Zombies)
- 1964 : The Horror of Party Beach
- 1964 : The Curse of the Living Corpse
- 2003 : Descendant